# Erasmo de Rotterdam: Triunfo y tragedia de un humanista
Erasmo de Rotterdam: Triunfo y tragedia de un humanista (en alemán Triumph und Tragik des Erasmus von Rotterdam) es un libro del autor austriaco Stefan Zweig en el que realiza una biografía sobre el ilustre humanista Erasmo de Róterdam. Dividido en once capítulos, el autor recrea, desde su típica perspectiva emocional, el conflicto interno de Erasmo a medida que se generan las fuerzas creadoras de la Reforma Luterana y su posicionamiento equidistante en la lucha Reforma-Contrarreforma.
En la obra parece verse el reflejo de la actitud de Erasmo en el propio Zweig, defensor de su neutralidad y en contra de los conflictos violentos que en sus días se materializaron con la ascensión al poder del nazismo y la II Guerra Mundial.

## Sinopsis
La obra comienza con una visión rápida de los rasgos más generales de la vida de Erasmo, a quien Zweig denomina «el primer europeo consciente de serlo», describiendo la personalidad de Erasmo manifestada en sus obras literarias, su carácter y sus ideales. 
A continuación, Zweig describe el contexto histórico en el que Erasmo se desarrolló como individuo y lo que, a juicio del autor, configuró su personalidad. Tras la narración de los detalles conocidos de su juventud, el autor se extiende en la labor de Erasmo como erudito y docente, desde su labor de escritor, traductor y difusor de la cultura humanista. A continuación se exponen las fronteras infranqueables que limitan la labor del humanismo frente a las tensiones que se crean en torno a la Reforma Protestante en Alemania, de la que la Dieta de Worms, será uno de los capítulos cruciales. 
A medida que la biografía del sabio va terminando, la obra llega al clímax con el enfrentamiento entre Erasmo y Lutero, inevitable por las diferencias insalvables entre ambas personalidades. Zweig señala la Dieta de Augsburgo como la última oportunidad de Erasmo para actuar con valentía contra el final de su mundo idealizado, donde la cultura y el entendimiento triunfen. Pero su reiterado carácter neutral y moderado le impide dar el paso crucial, lo que derivará en su eliminación de la primera fila intelectual y le relegará a un lugar secundario en la historia de la Reforma. 
Su declive físico y vital da paso al legado tras su muerte, muy importante en el plano de las ideas, con influencias en filósofos de los siglos XVIII y XIX. Eso no impidió que sus obras fueran frecuentemente incluidas en el Índice de libros prohibidos de la Inquisición.

## Personajes

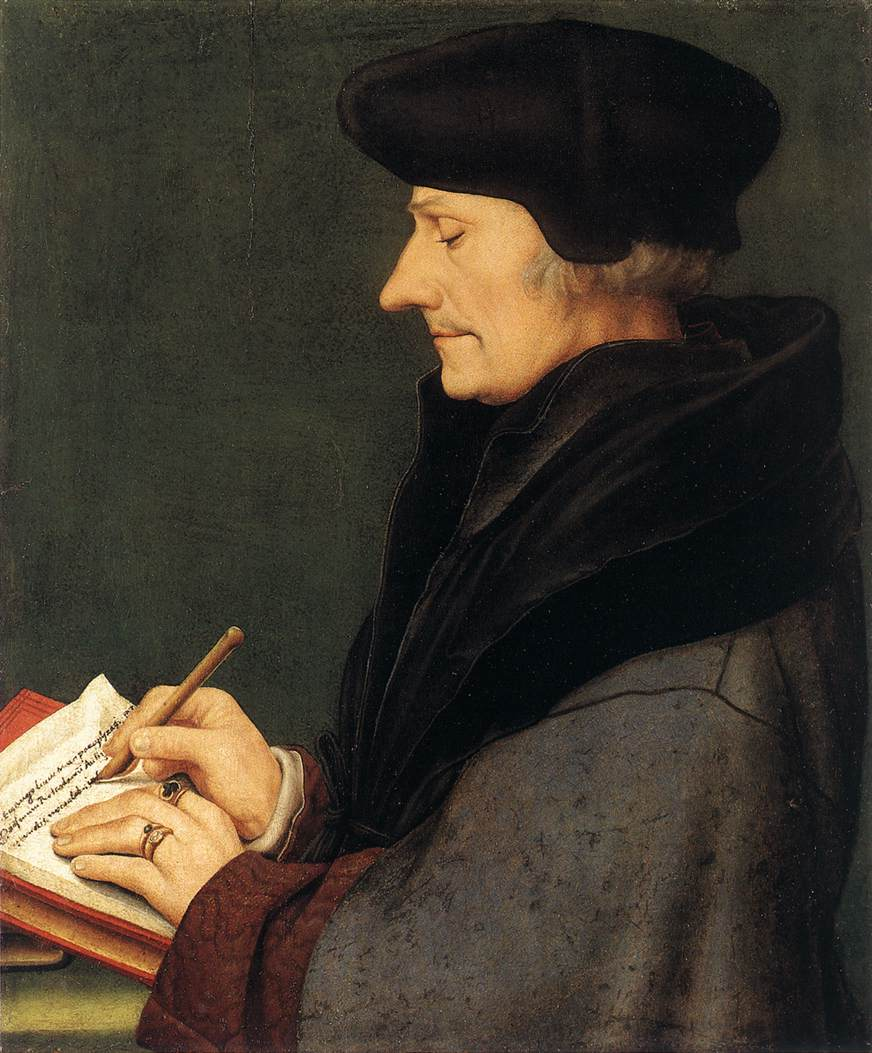
Erasmo de Róterdam retratado por Hans Holbein el Joven en 1523.

- Erasmo de Róterdam
- Lutero
- Enrique VIII
- Tomás Moro
- John Colet
- John Fisher
- Zwinglio
- León X
- Carlos V
- Ulrich von Hutten
- Durero
- Münzer
- Maquiavelo

## Ilustraciones
La edición comentada contiene una serie de ilustraciones que son reproducciones de las originales, obra de artistas como Hans Holbein el Joven y Lucas Cranach.  Los originales se encuentran depositados en colecciones de manuscritos y archivos gráficos, como la Biblioteca Nacional de Austria (Viena), la Colección Estatal de Arte de Basilea o la Biblioteca Albertina de Viena.